# František Hlavatý (herec)

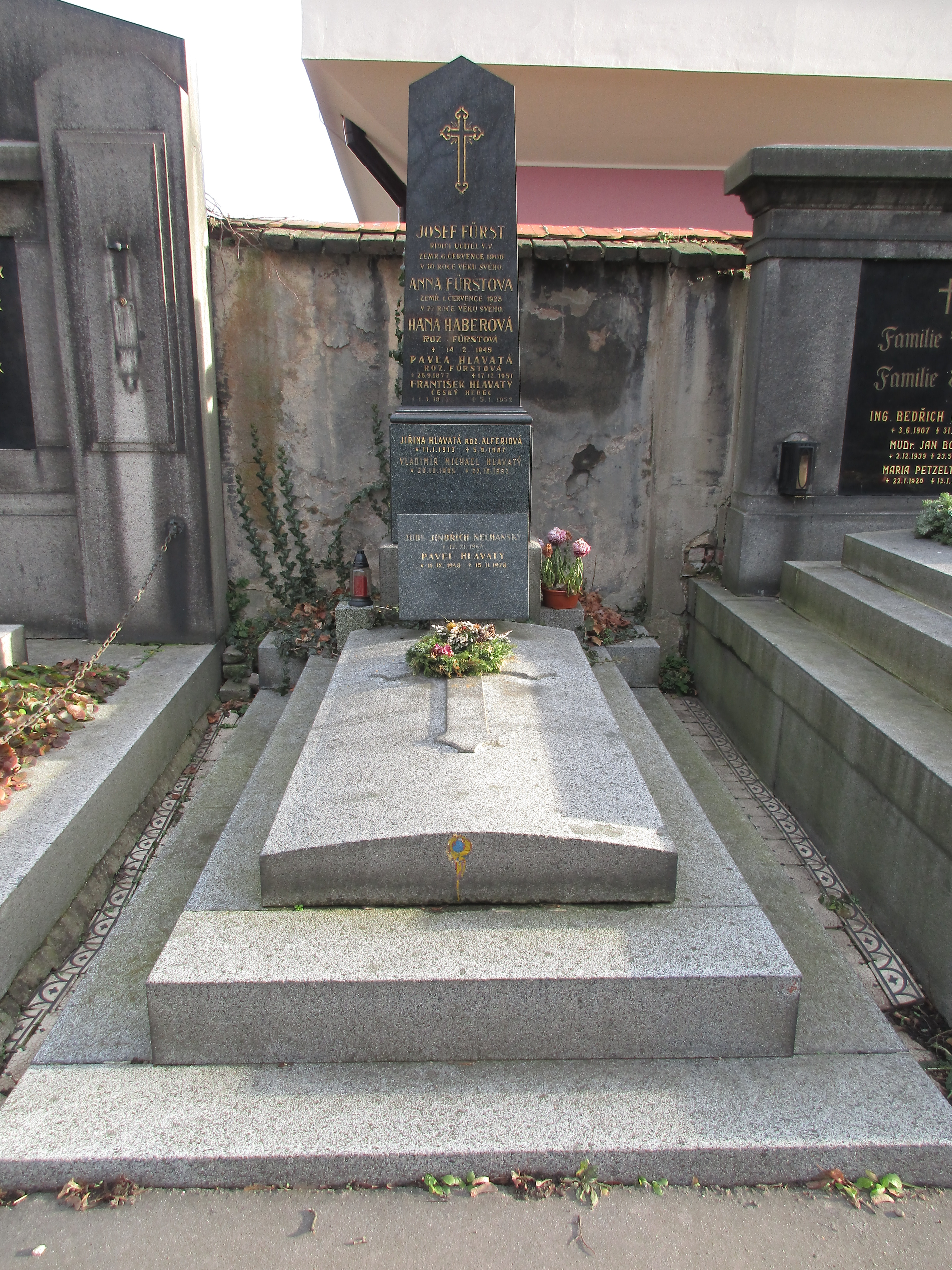
Hrob Františka a Vladimíra Hlavatého - českých herců na hřbitově v Bubenči

František Hlavatý (1. března 1873 Žíželoves u Dvora Králové nad Labem – 5. ledna 1952, Praha) byl český herec a režisér.

## Život

### Mládí, divadelní začátky
Studoval na hradeckém gymnáziu a chtěl být knězem. Před ukončením studia však odešel k divadlu.
Hrál nejdříve v ochotnických divadelních spolcích a u kočovného divadla v komických rolích.
Od roku 1898 působil v Brně u ředitele Laciny a od roku 1902 v Plzni u ředitele Vendelína Budila. Zde se seznámil s herečkou Pavlou Fürstovou a po sňatku v roce 1904 se manželé přestěhovali do Prahy.
František odmítl nabídku F. A. Šuberta do Národního divadla a přijal v roce 1904 finančně výhodnější angažmá v divadle Uranie u ředitele Jakuba Seiferta.

### Vinohradské divadlo
Z divadla Uranie přešel v roce 1907 na pozvání F. A. Šuberta jako jeden z prvních angažovaných herců do Divadla na Vinohradech, které v tomto roce vzniklo, a působil zde jako herec a režisér až do roku 1933.
Přesně v den svých šedesátých narozenin, 1. března 1933, odešel do penze.

### Další činnost
Psal také divadelní hry, především situační veselohry (např. 1905 – Mlsní kocouři, 1930 – Člověk bez duše).
Podle svých námětů a scénářů natočil také několik filmů (první z nich v roce 1921). V řadě dalších filmů pak vystoupil v menších rolích.

### Rodina
S manželkou Pavlou, roz. Fürstovou, herečkou, měli svatbu 4. listopadu 1904. Narodili se jim dvě děti, syn Vladimír (1905–1992), který byl také hercem a působil v letech 1929–1945 a 1947–1992 v Divadle na Vinohradech a dcera, Věra Nechanská-Hlavatá (1907–1997), rovněž herečka.
František Hlavatý zemřel 5. ledna 1952, tři týdny po smrti své manželky (17. prosince 1951).

### Citát
Vinohradské divadlo mělo totiž výborné komiky, Hlavatého na příklad, jenž v bonhomním humoru připomínal slavného Frankovského a byl při tom umělcem ostré charakteristiky.
Václav Štech

### Divadelní režie, výběr – Divadlo na Vinohradech
- 1908 Gustav Esmann: Starý domov
- 1908 Tristan Bernard: Majorův sluha
- 1909 Octave Mirbeau: Obchod je obchod
- 1909 N. V. Gogol: Hráči
- 1909 N. V. Gogol: Ženitba
- 1910 Josef Štolba: Na letním bytě
- 1911 F. V. Krejčí: Půlnoc
- 1911 Leo Fall: Krásná Risetta
- 1912 G. B. Shaw: Muž osudu
- 1912 Gerhart Hauptmann: Červený kohout
- 1912 Jaroslav Vrchlický: Pomsta Catullova
- 1912 Ladislav Stroupežnický: Naši furianti
- 1913 Oskar Blumenthal: Souboj
- 1913 Stanislav Lom: Honza
- 1914 Endre Nagy: Pan ministerský president
- 1914 A. N. Tolstoj: Lenoch
- 1915 Oscar Wilde: Vějíř lady Windermerové
- 1915 K. V. Rais: Slavná pouť
- 1916 Josef Štolba: Staré hříchy
- 1916 František Hlavatý: Španělský balet
- 1917 J. K. Tyl: Fidlovačka
- 1917 Anatole France: Tatík Crainquebille
- 1917 Jaroslav Vrchlický: Godiva
- 1918 Ladislav Stroupežnický: Naši furianti
- 1918 F. A. Šubert: Probuzenci
- 1918 Vilém Skoch: Libelula
- 1919 Alois Jirásek: M. D. Rettigová
- 1919 a 1929 F. X. Svoboda: Poslední muž
- 1920 a 1928 Edmond Rostand: Orlík
- 1920 Henri Becque: Pařížanka
- 1920 Oscar Wilde: Na čem záleží
- 1920 Calderon de la Barca: Dáma skřítek
- 1921 Bennett: Velká událost
- 1923 F. F. Šamberk: Jedenácté přikázání
- 1924 Boh. Treybal: Protekce
- 1925 Josef Štolba: Mořská panna
- 1926 A. Bernard, Bedřich Vrbský: Šofér
- 1927 Jan Neruda: Prodaná láska
- 1928 Klabund: X-Y-Z
- 1930 Václav Štech: Třetí zvonění
- 1930 Kurt Götz: Hokuspokus (hráno na scéně Komorního divadla)
- 1931 T. Bernard: Kavárnička (hráno na scéně Komorního divadla)

### Divadelní role, výběr
- 1909 William Shakespeare: Kupec benátský, Shylock, režie Václav Štech
- 1919 Michail Arcybašev: Žárlivost, Semjen Semjenovič (j. h.), Národní divadlo, režie Václav Vydra starší (Pohostinské vystoupení členů činohry Divadla na Vinohradech)[10]
- 1920 Emile Verhaeren: Svítání, Ghislain, Divadlo na Vinohradech, režie K. H. Hilar
- 1927 Viktor Dyk: Zmoudření Dona Quiota, venkovský farář, Divadlo na Vinohradech, režie Jan Bor
- 1930 Charles Dickens, František Langer: Pan Pickwick, titulní role, Divadlo na Vinohradech, režie Jan Bor
- 1923 Moliere: Tartuffe, Orgon (j. h.), Národní divadlo, režie Karel Dostal

### Filmografie, výběr
- 1921 Mnichovo srdce, režie František Hlavatý
- 1925 Josef Kajetán Tyl, režie Svatopluk Innemann
- 1926 Román hloupého Honzy, režie František Hlavatý
- 1929 Takový je život, lékař, režie Carl Junghans
- 1932 Načeradec král kibiců, režie Gustav Machatý
- 1933 Revisor, správce chudinského ústavu A. F. Zemljanika, režie Martin Frič
- 1934 Poslední muž, režie Martin Frič
- 1935 Maryša, režie Josef Rovenský
- 1935 Milan Rastislav Štefánek, režie Jan Sviták
- 1937 Lízin let do nebe, režie Václav Binovec
- 1937 Filosofská historie, profesor, režie Otakar Vávra
- 1937 Otec Kondelík a ženich Vejvara, režie Miroslav Josef Krňanský
- 1939 Dívka v modrém, režie Otakar Vávra
- 1939 Lízino štěstí, režie Václav Binovec
- 1940 Pohádka máje, režie Otakar Vávra
- 1940 Madla zpívá Evropě, režie Václav Binovec

### Literární dílo
- 1930 Herecké vzpomínky (1. díl pamětí)
- 1931 Z jevišťátek a z velkých scén (2. díl pamětí)